# Seleção São-Marinense de Voleibol Masculino
A seleção são-marinense de voleibol masculino é uma equipe europeia composta pelos melhores jogadores de voleibol de São Marinho. A equipe não consta no ranking mundial da FIVB segundo dados de 4 de janeiro de 2012.